# Marquesat de Vilanant
El marquesat de Vilanant és un títol nobiliari creat per Carles II el 7 de febrer de 1682 a favor de Miquel de Salbà i de Vallgornera i dels seus descendents sobre la senyoria de Vilanant.
Dels Salbà va passar als Ponts de Mendoza, comtes de Robres, als Abarca de Bolea, comtes d'Aranda, i als Silva, ducs d'Híxar.

## Marquesos de Vilanant

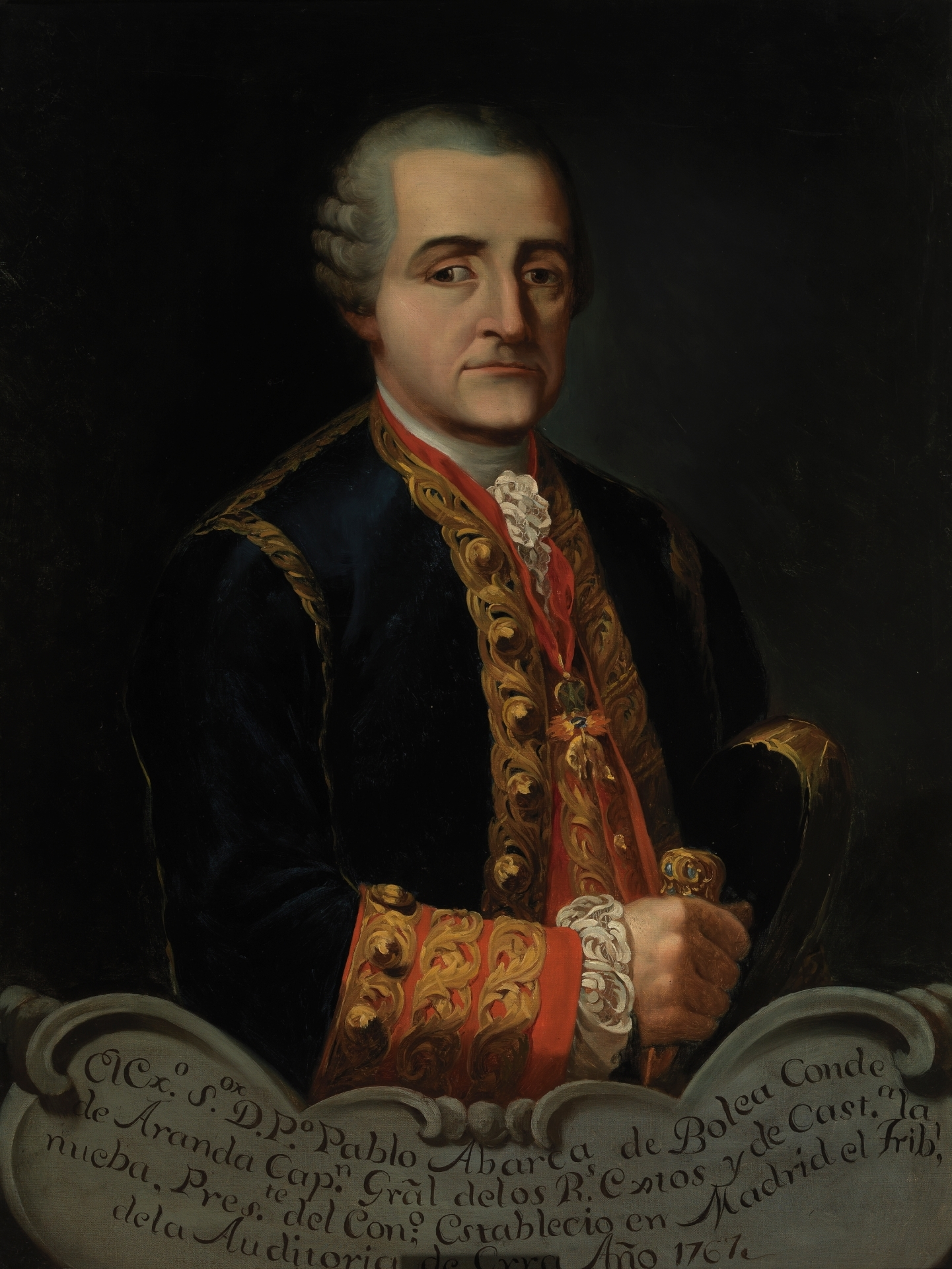
El comte d'Aranda, el més destacat dels marquesos de Vilanant

- 1r. Miquel de Salbà i de Vallgornera, senyor i després marquès de Vilanant (des de 1682; mort el 1683). Negociador del Tractat de Llívia.
- 2n. Caterina de Salbà i Ponts, casada amb Agustín Bernardo López de Mendoza Pérez de Pomar, comte de Robres, autor d'unes Memorias para la historia de las guerras civiles de España (1708).
- 3r. Miquel Josep Ponts de Mendoza i Salbà, comte de Robres.
- 4t. Maria Josepa Ponts de Mendoza Bournonville i Eril (morta el 1767),[1] casada amb Pedro Alcántara Buenaventura Abarca de Bolea y Bermúdez de Castro, comte d'Aranda (mort el 1742).
- 5è. Pedro Pablo Abarca de Bolea-Ximénez de Urrea y Ponts de Mendoza, comte d'Aranda (mort el 1798). Ministre de Carles III.
- 6è. Pedro de Alcántara Fadrique Fernández de Híxar y Abarca de Bolea, duc d'Híxar (des de 1798; mort el 1808).
- 7è. Agustín Pedro de Silva y Palafox, duc d'Híxar.
- 8è. Francisca Javiera de Silva y FitzJames Stuart, duquessa d'Híxar (morta el 1818).
- 9è. José Rafael de Silva Fernández de Híxar Portugal y Palafox, duc d'Híxar (des de 1818; mort el 1863).
- 10è. Jaime de Silva y Mitjáns, duc de Bournonville (mort el 1951).
- 11è. Rosario de Silva y Agrela (des de 1951; morta el 2008), casada amb Fernando d'Ornellas y Pardo.
- 12è. María del Rosario d'Ornellas Silva, actual titular (des de 2008).